# Стрелков, Гарольд Владимирович
Гарольд Владимирович Стрелков (род. 19 марта 1968, Конаково) — режиссёр, театральный деятель, основатель творческой группы «Мифологика», руководитель проекта «Театр живой сказки», старший преподаватель МГПУ.

## Биография
Окончил Челябинский государственный институт культуры (ЧГИК), факультет театральной режиссуры. Женился на своей одногруппнице Инге Оболдиной и через два года после окончания института пара переезжает в Москву. В 1998 году окончил ГИТИС, режиссёрский факультет, мастерская П. Н. Фоменко по специальности режиссёр драматического театра и кино. В 1996 году создал «СтрелкоVТеатр» в Москве.
С 1999 февраль 2008 г. Стрелков работает режиссёром — постановщиком Московского драматического театра «АпАРТе». С ноября 2005 по сентябрь 2009 года он художественный руководитель актёрско — режиссёрского курса Челябинской академии искусства и культуры, целевой набор для Сургутского музыкально-драматического театра. С февраля 2008 года по август 2011 работал главным режиссёром Санкт-Петербургского академического театра имени Ленсовета. С 2014 по 2016 год художественный руководительТульского государственного академического театра им. М. Горького. С 2018 года работает педагогом дополнительного образования в Центре дополнительного образования «Ступени».
В 2011 году в Санкт-Петербурге Гарольдом Стрелковым была образована творческая группа «Мифологика», внутри которой позже образовался проект «Театр живой сказки», в состав которого вошли четыре актёра. За время своего существования театром было проведено большое количество спектаклей, мастер-классов и семинаров, посвящённых популяризации мифологической литературы, в частности русских народных сказок. С гастролями театр побывал не только в крупных городах России (Москве, Пскове, Туле, Великом и Нижнем Новгороде, Самаре, Екатеринбурге, Сочи), но и регулярно проводит «сказочные» туры в Абхазии, Армении, Грузии.
Гарольд Владимирович Стрелков – режиссер, актер, сценарист, педагог, театральный деятель, основатель творческого метода «Мифологика».
Команда Г. Стрелкова занимается раскрытием сказки как сакрального культурного кода, опираясь на труды Александра Николаевича Афанасьева и Владимира Яковлевича Проппа (известных русских фольклористов) и ведёт активную просветительскую педагогическую деятельность.
За это время было проведено большое количество спектаклей, мастер-классов и семинаров, где с помощью метода «Мифологика» сказки открывают огромный потенциал духовно-нравственных смыслов, не замеченных ранее. 
В разной форме мероприятий метод прошел апробацию в разных городах России (Москва, Псков, Тула, Великий и Нижний Новгород, Самара, Екатеринбург, Сочи) и за пределами государства (в Абхазии, Армении и Грузии) и имеет востребованность в коллективах, ведущих социально-культурную и педагогическую деятельность.
С 2019 по 2023 год работал педагогом дополнительного образования в ЦДО "Ступени" города Сочи, откуда начался творческий союз с Денисовой Екатериной Геннадьевной, методистом. 
В настоящее время активно работает над совершенствованием и распространением метода "Мифологика" среди творческой молодежи.
«За 15 лет работы с мифологической литературой пришло понимание, что Сказка имеет интернациональный код, ставя задачи, которые поднимаются выше вопросов национальности, веры, религии. Все сказки связаны общими сюжетами и поднимают общечеловеческие вопросы истинных ценностей. Особенно в период нагнетённой обстановки межнациональной интеграции, сказка имеет принципы высоких духовных приоритетов, которые призваны объединять людей, не делая из них граждан определённого государства, а гуманных, осознанных граждан мира.» — Г. В. Стрелков

## Спектакли
2019
- «Ищу мужа», по пьесе Миро Гаврана, Театральное агентство «Арт — партнёр»;

2018
- «Заплатки», к юбилею актрисы Л. Голубкиной, Театр Российской армии;

2017
- «Юг/Север» по пьесе Ю. Тупикиной, Театр Российской армии;

2016
- «Лисистрата» по пьесе Аристофана, Тульский государственный академический театр им. М. Горького;
- «Класс Бенто Бончева» по пьесе М. Курочкина, Тульский государственный академический театр им. М. Горького

2015
- «Святая Блаженная Ксения Петербуржская в житии» по пьесе В. Леванова, Тульский государственный академический театр им. М. Горького;
- «От чего люди не летают» по пьесе Н. Островского «Гроза», Тульский государственный академический театр им. М. Горького;

2014
- «Эгоисты» по пьесе Мюллюахо Мика «Паника», Театральное агентство «Ля Кур»;

2009
- «Мавр» по пьесе У. Шекспира «Отелло», Санкт-Петербургского академического театра имени Ленсовета;

2008
- «Испанская баллада» по роману Лиона Фейхтвангера, Санкт-Петербургского академического театра имени Ленсовета;

2007
- «Гамлет» по пьесе У. Шекспира, Московский драматический театр «АпАРТе», на грант Департамента культуры города Москвы;

2006
- «Сбитый дождём» по пьесе Андрея Курейчика, Санкт-Петербургский государственный драматический театре «Приют Комедианта»;
- «Между Адом и Раем» по мотивам произведений Пауло Коэльо, Сургутский музыкально-драматический театр;

2004
- «Гори, гори, моя звезда» по мотивам одноимённого сценария Ю. Дунского и В. Фрида, Сургутский музыкально-драматический театр;
- «Мата Хари» по пьесе Е. Греминой «Глаза дня», на грант Комитета по культуре г. Москвы. Спектакль отмечен премией «Московские дебюты» в номинации «Женская роль второго плана».

2003
- «Фантазии Ивана Петровича» по мотивам произведений А. С. Пушкина, на грант Комитета по культуре г. Москвы. Лауреат фестиваля камерных спектаклей «Золотой век» в номинации «Работа режиссёра»;

2002
- «Униженные и оскорблённые» по роману Ф. М. Достоевского, Сургутский музыкально-драматический театр. Отмечен на VII Международном фестивале спектаклей по произведениям Ф. М. Достоевского наградами в номинациях «За лучшее воплощение идей и образов Достоевского», «Лучшая режиссура» и «Лучшая женская роль»;
- «Начиталась!..» по киносценарию Алексея Пояркова и Романа Хруща. Лауреат Первого международного фестиваля «Новая драма» и становится лауреатом в номинации «Лучшая женская роль».

2001
- «Ричард III» по пьесе У. Шекспира, Сургутский музыкально-драматический театр. Лауреат Третьего Открытого Всероссийского театрального фестиваля «Золотой конёк» в номинации «Лучший актёрский ансамбль».

1999
- «Мадам, ещё…» по песням Александра Вертинского, Театр «Сатирикон»;

1998
- «Быть или не быть» по пьесе У. Шекспира «Гамлет», продюсерский центр телекомпании «АГА»;

1997 по 2000
- дилогия «Жанна д’Арк» — «Детство» и «При дворе и на войне», по роману Марка Твена и киноповести Глеба Панфилова, Театр «АпАРТе» и компания «АРТ-театр», при участии Фонда Сороса и поддержке Французского культурного центра в Москве;

1997
- «Сон на конец свету» и «На конец свету сон» по пьесе «Сон на конец свету» Е. Греминой, Театр имени М. Ермоловой, премия Правительства Москвы;

1996
- «Сахалинская жена» по пьесе Елены Греминой, лауреат фестиваля «Московские дебюты» в номинациях «Лучшая режиссёрская работа» и «Лучшая женская роль».